# Lars Boom
Lars Anthonius Johannes Boom, född den 30 december 1985 i Vlijmen, är en nederländsk tidigare tävlingscyklist som var professionell från 2004 till 2019 och som hade framgångar inom landsvägscykling, cykelcross och mountainbike. På landsväg är hans främsta meriter totalsegrar i Eneco Tour (2012), Tour of Britain (2011 och 2017), Belgien runt (2009) och Ster ZLM Toer (2013), samt en etappseger i vardera Tour de France (2014) och Vuelta a España (2009). I cykelcross märks främst världsmästartiteln 2008 och sex raka vinster i Nederländska mästerskapen (2007–2012, tolv raka titlar om man räknar in tre juniormästerskap och tre U23-mästerskap åren dessförinnan). Mot slutet av karriären körde han även mountainbike och blev dubbel nederländsk mästare i maraton och europamästare i beachrace.
Boom representerade Nederländerna vid Olympiska spelen 2012 i London där han kom på elfte plats i linjeloppet och blev 22:a i individuellt tempolopp.
Efter karriären har Boom fortsatt inom cykelsporten som biträdande sportdirektör för olika stall.

## Meriter – landsväg

### Junior
2003
4:a i individuellt tempolopp vid Nederländska juniormästerskapen
9:a i linjelopp vid Nederländska juniormästerskapen

### Professionell
| 2004 3:a totalt i Circuit des Mines 2005 Vinnare totalt av Triptyque des Barrages Vinnare av etapp 2 (ITT) 2:a totalt i International Hessen Rundfahrt Vinnare av ungdomstävlingen 6:a i individuellt tempolopp för U23 vid Nederländska mästerskapen 2006 Vinnare totalt av Volta ao Santarém Vinnare av etapp 3 (ITT) Vinnare totalt av Le Triptyque des Monts et Châteaux Vinnare av etapp 2a (ITT) Vinnare av etapp 3a (ITT) i Thüringen-Rundfahrt (U23) 2:a i individuellt tempolopp för U23 vid Nederländska mästerskapen 2007 U23-världsmästare i individuellt tempolopp Nederländsk U23-mästare i individuellt tempolopp Vinnare totalt av Le Tour de Bretagne Cycliste - Trophée des Granitiers Vinnare av ungdomstävlingen Vinnare av prologen (ITT) och etapp 5 (ITT) Vinnare av etapp 1 (ITT) i Tour de Normandie 3:a totalt i Volta ao Santarém 3:a totalt i Tour du Poitou Charentes et de la Vienne 4:a totalt i Olympia's Tour Vinnare av prologen (ITT) och etapperna 4 och 6 (ITT) 6:a i Grand Prix de la Somme 2008 Nederländsk mästare i linjelopp Nederländsk mästare i individuellt tempolopp Vinnare totalt av Olympia's Tour Vinnare av etapperna 7 (ITT) och 8 Vinnare totalt av Volta a Lleida Vinnare av etapp 6 Vinnare av etapp 4 i Vuelta a León Vinnare av etapperna 1, 5b (ITT) och 7 i Circuito Montañes Vinnare av etapp 6 (ITT) i Le Tour de Bretagne Cycliste - Trophée des Granitiers 2009 Vinnare totalt av Belgien runt Vinnare av ungdomstävlingen Vinnare av etapp 15 i Vuelta a España 7:a totalt i Sachsen Tour 2010 Vinnare av Grote Prijs Jef Scherens Vinnare av prologen (ITT) i Paris–Nice 3:a i linjelopp vid Nederländska mästerskapen 5:a i E3 Prijs Vlaanderen 6:a totalt i Eneco Tour 7:a i individuellt tempolopp vid Nederländska mästerskapen | 2011 Vinnare totalt av Tour of Britain Vinnare av poängtävlingen Vinnare av etapperna 3 och 6 Vinnare av prologen (ITT) i Critérium du Dauphiné Vinnare av prologen (ITT) i Tirreno–Adriatico Vinnare av prologen (ITT) i Tour of Qatar 9:a i Gent–Wevelgem 10:a i Omloop Het Nieuwsblad 2012 Vinnare totalt av Eneco Tour 2:a totalt i Ster ZLM Toer Vinnre av etapp 4 2:a i linjelopp vid Nederländska mästerskapen 2:a i individuellt tempolopp vid Nederländska mästerskapen 2:a i Ronde van Zeeland Seaports 5:a i linjelopp vid Världsmästerskapen 5:a i individuellt tempolopp vid Världsmästerskapen 6:a i Paris–Roubaix 2013 Vinnare totalt av Ster ZLM Toer Vinnare av poängtävlingen i Eneco Tour Vinnare av etapp 2 (ITT) i Tour Méditerranéen 2:a totalt i Tour du Haut Var Vinnare av etapp 2 4:a i Binche–Chimay–Binche 4:a i individuellt tempolopp vid Nederländska mästerskapen 2014 Vinnare av etapp 5 i Tour de France 2:a totalt i Eneco Tour 2015 Vinnare av etapp 1 i Danmark rundt 4:a i Paris–Roubaix 6:a i Flandern runt 8:a i linjelopp vid Nederländska mästerskapen 2016 Vinnare av Grote Prijs Jean-Pierre Monseré 6:a i E3 Harelbeke 2017 Vinnare totalt av Tour of Britain Vinnare av etapp 5 (ITT) 4:a i Veenendaal–Veenendaal Classic 6:a totalt i Hammer Sportzone Limburg 8:a totalt i BinckBank Tour Vinnare av etapp 5 2019 4:a i Le Samyn 8:a i Clasica de Almeria |

## Meriter – cykelcross
| 2000/2001 Nederländsk mästare U17 2001/2002 Nederländsk mästare juniorer 2002/2003 Världsmästare juniorer Nederländsk mästare juniorer Vinnare sammanlagt av Superprestige för juniorer | 2004/2005 Europamästare U23 Nederländsk mästare U23 3:a sammanlagt i Superprestige för U23 9:a vid Världsmästerskapen U23 2005/2006 Nederländsk mästare U23 2:a vid Världsmästerskapen U23 2006/2007 Världsmästare U23 Nederländsk mästare U23 |

### Elit
Världsmästerskapen och de nederländska mästerskapen avgjordes i januari–februari. UCI World Cup, Superprestige och Trofee veldrijden bestod av olika deltävlingar som avhölls under vintersäsongen. UCI:s världsranking avser slutställningen efter säsongens slut i februari/mars. Säsongerna 2004/2005 till 2006/2007 avser placeringar i elit-klassen (U23 hade därtill en egen ranking).
| SäsongTävling             | 2004 2005 | 2005 2006 | 2006 2007 | 2007 2008 | 2008 2009 | 2009 2010 | 2010 2011 | 2011 2012 | 2012 2013 | 2013 2014 | 2014 2015 | 2015 2016 | 2016 2017 | 2017 2018 | 2018 2019 |
| ------------------------- | --------- | --------- | --------- | --------- | --------- | --------- | --------- | --------- | --------- | --------- | --------- | --------- | --------- | --------- | --------- |
| Världsmästerskapen        | U23       | U23       | U23       |           | 20        | –         | –         | –         | –         | –         | –         | 14        | 44        | –         | –         |
| Nederländska mästerskapen | U23       | U23       | U23       |           |           |           |           |           |           |           | –         | –         | 8         | –         | –         |
| UCI World Cup             | X         | X         | X         | X         | 5         | –         | 41        | 45        | –         | –         | –         | 88        | –         | –         | –         |
| Superprestige             | –         | 23        | –         | 18        | 15        | –         | –         | –         | –         | –         | –         | –         | –         | –         | –         |
| Trofee veldrijden         | –         | 32        | 25        | 4         | 13        | –         | 29        | 25        | –         | –         | –         | 42        | –         | –         | 51        |
| UCI:s världsranking       | 32        | 40        | 29        | 2         | 6         | 107       | 41        | 55        | 184       | –         | –         | 97        | 111       | –         | –         |

X = Avhölls ej (UCI World Cup hade ingen individuell slutställning dessa år)     U23 = Deltog i U23, ej elit

## Meriter – mountainbike
| 2014 4:a i maraton (XCM) vid Nederländska mästerskapen 2017 Nederländsk mästare i maraton (XCM) | 2018 Europamästare i beachrace (XCO) Nederländsk mästare i maraton (XCM) 2019 2:a i maraton (XCM) vid Nederländska mästerskapen |